# 한일산업기술협력재단
재단법인 한일산업기술협력재단(韓日産業技術協力財團, Korea-Japan Cooperation Foundation for Industry and Technology)은 한일 양국간 산업ㆍ기술협력을 촉진시키고 상호교류를 통하여 발전적이고 미래지향적인 한일관계의 정립에 기여하기 위하여 1992년 9월 1일 설립된 기관이다. 기관장은 김윤(金鈗)이며, 소재지는 서울특별시 강남구 선릉로131길 18-4 (논현동)이다. 기타공공기관이었지만 2018년 지정해제되었다.

## 주요기능 및 역할

### 설립 목적
- 한일 양국간 산업ㆍ기술협력을 촉진시키고 상호교류를 통하여 발전적이고 미래지향적인 한일관계의 정립에 기여

주요사업 
- 산업인력의 교류협력사업
- 중소기업간 기술 및 투자알선사업
- 산업기술개발을 위한 공동연구사업
- 협력사업 발굴ㆍ촉진을 위한 조사사업
- 과학 및 환경기술분야 공동연구ㆍ교류협력사업
- 이공계 유학생 교류협력사업
- 청년 산업인재 양성 및 일본기업 취업 지원 사업 등

## 연혁
- 1992.08.21 경제기획원 법인설립인가(제87호)
- 1992.11.06 재단운영에 관한 관리지침 제정(국무총리훈령)
- 1993.12.20 재단운영에 관한 관리지침 개정(산업자원부훈령 10호)
- 1994.01.01 주무관청 이관(경제기획원→산업자원부)
- 2000.12.29 재단운영에 관한 관리지침 개정(산업자원부훈령 29호)
- 2007.04 "공공기관의 운영에 관한 법률"에 따라 기타공공기관으로 지정
- 2018.02 기타공공기관 지정해제

## 조직

### 이사회

#### 이사장
- 감사

##### 전무이사
- 대외협력실
  - 총무회계팀
  - 행정지원팀
- 산업협력실
  - 기술지원팀
  - 기업매칭팀
  - 인재양성팀
- 일본경제연구센터
  - 통상연구팀
  - 통상협력팀